# Distictus mexicanus
Distictus mexicanus är en stekelart som beskrevs av Dmitriy R. Kasparyan och Ruiz-cancino 2005. Distictus mexicanus ingår i släktet Distictus och familjen brokparasitsteklar. Inga underarter finns listade i Catalogue of Life.